# Chiesa di Santa Maria delle Grazie (Voghera)
Santa Maria delle Grazie è una delle più antiche chiese di Voghera, inizialmente sorta come monastero di monaci benedettini, ricostruita come luogo di culto e convento domenicano, e ora appartenente all'ordine francescano, insediatosi nel 1820.

## Storia
La storia di questa chiesa trova una prima testimonianza nel 1153 in una bolla di Papa Anastasio IV che cita un insediamento di monaci benedettini.
La chiesa attuale, intitolata a Santa Maria della Pietà si deve alla congregazione dei frati domenicani, e deve essere attribuita in particolare a un intervento di Vincenzo Bandello (1435-1506). L'edificio fu consacrato nel 1511 con la dedicazione a Santa Maria del Rosario. 
L'ordine dei frati predicatori rimase stabilmente in questa sede fino alla soppressione napoleonica (1805).
Seguì un periodo in cui la chiesa venne utilizzata come abitazione dei carabinieri e successivamente come stalla e magazzino, ma dopo molteplici trasferimenti tra questa e altre sedi vogheresi i religiosi francescani riuscirono a ottenere definitivamente il convento nel 1927.

## Struttura della chiesa
Il santuario di Santa Maria delle Grazie, situato nelle vicinanze dell'ex Caserma della Cavalleria, ha un orientamento singolare: l'ingresso è rivolto a nord-est, verso la città, anziché a ovest come impone un'antica e radicata simbologia liturgica. 
L'edificio ecclesiale espone solo il fianco sinistro, inglobando nel convento l'abside e l'altro lato. È edificato secondo uno stile gotico - lombardo, che si può notare soprattutto nella facciata.

## Facciata
La facciata, presentando un partito decorativo in cotto, fa presumere una sua realizzazione nella prima metà del XV secolo. Questa è scandita da quattro contrafforti, dei quali i due centrali non corrispondono a un'effettiva scansione interna, ma sembrano avere il compito di contenere, anche dal punto di vista visivo, il rosone e il portale.
Il portale di facciata reca la seguente iscrizione:
HEC (sic) EST PORTA / DOMUS DOMINI FIRMITER // HEDIFICATA ET B(E)N(E) FU(N)D / A(T)A S(UPRA) F(IRMAM) P(ETRAM) 1523 20 APRILIS.
È opinione del Legé che questo portale in pietra non appartenga all'originaria struttura della chiesa, con la quale sarebbe stato più coerente un portale in laterizio a profilo arcuato e strombo. Si tratterebbe pertanto di un elemento estraneo, di un'opera destinata inizialmente ad altra chiesa, qui trasportato e riassemblato in epoca successiva.

## Interno
L'interno è costituito da un'unica navata scandita da ampie arcate a sesto acuto che si aprono a loro volta sulle 15 cappelle, sette per lato, più il presbiterio, che ricordano i quindici misteri del rosario, in coerenza con l'originaria dedicazione della chiesa. Entrando lo sguardo è colpito dall'affresco sull'arcata trionfale, realizzato da C. Secchi nel 1941, che fa da cornice all'altare maggiore, il quale in forme di aspra essenzialità, richiama le figure del pane spezzato e della lucerna.
L'organo posto sulla controfacciata fu costruito nel 1927, con le sue 1.500 canne e 25 registri reali.

## Immagine di Santa Maria della Grazie
Nel 1445 il comune di Voghera ottenne dal capitolo di San Lorenzo la chiesa di San Michele in Albofassio, nei dintorni dell'ex-manicomio, e il terreno circostante per fondarvi il convento dei frati minori dell'Osservanza. 
I frati dimorarono in questo luogo dal 1459 al 1802 e qui ebbe la sua prima sede l'immagine che oggi possiamo venerare nel coro della chiesa. La tradizione vuole che si tratti di un'immagine miracolosa e sacra che, quando nel 1876 incominciarono gli scavi per la costruzione del manicomio provinciale, siano state le suppliche e le lacrime di un'umile donna, figlia dell'ortolano di Santa Maria, a salvare l'immagine sacra dalla distruzione, garantendo che venisse trasferita in un altro edificio religioso. Nella chiesa attuale l'immagine si trova dal 1927.

## Interventi di restauro
I primi indispensabili restauri del locale furono curati dal padre guardiano Pier Girolamo Cavagna da Cervesina e dai suoi confratelli personalmente (1818-1819). Vari benefattori consentirono il rifacimento dell'altar maggiore e dei vari altari laterali, ma non tutti i quindici altari furono rifatti: due cappelle furono adibite a stanze, due a confessionali e due rimasero vuote. Seguirono poi lavori, durante l'occupazione dei militari, che portarono alla trasformazione della chiesa in un edificio adibito a un uso esclusivo della Cavalleria e infine si ebbero solo operazioni di ordinaria manutenzione.
Con il ritorno dei frati, nel 1927, la chiesa riacquistò la sua funzione liturgica. Il progetto di restauro attuato in quelle circostanze mirava al ripristino dei tratti originali dell'edificio, che a causa della manomissioni avvenute durante i numerosi cambi di proprietà e d'uso, risultava tutt'altro che facile.
La chiesa mostrava ancora una buona consistenza statica e architettonica, quindi, fu ritenuto sufficiente sostituire i mattoni deteriorati e rifare gli intonaci. Appartiene a questa campagna di restauro anche la costruzione del campanile. A partire dal 1989, fu attuata la ristrutturazione dell'intera area presbiteriale: la linea, come si può notare nel nuovo altare, che ricorda le figure simboliche del pane spezzato, diventa scabra e semplice, e le figure sono caratterizzate da un volume compatto e da tagli netti. Il progetto di padre Costantino Ruggeri (1925-2007) prevede un'opera in cui lo spazio sacro viene riscoperto e riorganizzato, al fine di valorizzare gli elementi più semplici e simbolici, riscoprendone così la forza “sacramentale”.
Dal 1992 a oggi, sono stati attuati lavori di manutenzione e di restauro, sia della struttura architettonica sia degli arredi, e quest'opera di valorizzazione è ancora in corso.

## Curiosità
I cittadini vogheresi ricordano questa chiesa anche perché nella storia queste mura hanno avuto l'occasione di ospitare alcuni personaggi celebri:
- Antonio Michele Ghislieri, poi divenuto papa (e santo) con il nome di Pio V, vestì qui l'abito domenicano.
- Padre Nazareno Fabbretti, frate francescano che ha vissuto e operato a lungo nel convento di Voghera.